# 小行星25706
小行星25706（25706 Cekoscielski）是一颗绕太阳运转的小行星，为主小行星带小行星。该小行星于2000年1月20日发现。

## 轨道参数
小行星25706的轨道半长轴为340 429 326 km，2.2755971 UA，离心率为0.034。